# The Magician (film, 1900)
The Magician je americký němý film z roku 1900. Režisérem je pravděpodobně Edwin S. Porter (1870–1941). Film trvá zhruba jednu minutu. Není známo, kdo ve filmu ztvárnil kouzelníka.
Jedná se o jeden z mnoha snímků s motivem magie produkovaných Edison Manufacturing Company jako Ching Ling Foo Outdone, The Clown and the Alchemist, Congress of Nations nebo Hooligan Assists the Magician.

## Děj
Kouzelník vejde do místnosti a ukloní se. Poté si sundá rukavici a vyhodí ji do vzduchu, kde zmizí. Následně stejný trik udělá s kloboukem a kabátem. Potom vytáhne kapesník a dá ho před nohy. Když ho dá pryč, je vidět, že se mu nohavice pánských kalhot změnily v pumpky. Ve svém posledním triku vyčaruje stůl s hromadou fáborek, ze kterého nechá vyletět tři husy.